# Sindaci di Kiel
Di seguito l'elenco cronologico dei sindaci di Kiel e delle altre figure apicali equivalenti che si sono succedute nel corso della storia.

## Repubblica di Weimar (1918-1933)
| Sindaci (Oberbürgermeister) (1918-1933) | Sindaci (Oberbürgermeister) (1918-1933) | Sindaci (Oberbürgermeister) (1918-1933) | Sindaci (Oberbürgermeister) (1918-1933) | Sindaci (Oberbürgermeister) (1918-1933) |
| Nominativo                              | Partito                                 | Partito                                 | Mandato                                 | Mandato                                 |
| Nominativo                              | Partito                                 | Partito                                 | Inizio                                  | Fine                                    |
| --------------------------------------- | --------------------------------------- | --------------------------------------- | --------------------------------------- | --------------------------------------- |
| Paul Lindemann                          | ?                                       | ?                                       | 1918                                    | 1919                                    |
| Emil Lueken                             |                                         | Indipendente (1920-1925)                | 1920                                    | 1933                                    |
| Emil Lueken                             | Partito Popolare Tedesco (1925-1933)    |                                         | 1920                                    | 1933                                    |

## Germania nazista (1933-1945)
| Sindaci (Oberbürgermeister) nominati dal governo (1933-1945) | Sindaci (Oberbürgermeister) nominati dal governo (1933-1945) | Sindaci (Oberbürgermeister) nominati dal governo (1933-1945) | Sindaci (Oberbürgermeister) nominati dal governo (1933-1945) | Sindaci (Oberbürgermeister) nominati dal governo (1933-1945) |
| Nominativo                                                   | Partito                                                      | Partito                                                      | Mandato                                                      | Mandato                                                      |
| Nominativo                                                   | Partito                                                      | Partito                                                      | Inizio                                                       | Fine                                                         |
| ------------------------------------------------------------ | ------------------------------------------------------------ | ------------------------------------------------------------ | ------------------------------------------------------------ | ------------------------------------------------------------ |
| Walter Behrens                                               |                                                              | Partito Nazionalsocialista Tedesco dei Lavoratori            | 1933                                                         | 1945                                                         |

## Repubblica Federale di Germania (dal 1945)
| Sindaci (Oberbürgermeister) nominati dalle forze di occupazione alleate (1945-1946) | Sindaci (Oberbürgermeister) nominati dalle forze di occupazione alleate (1945-1946) | Sindaci (Oberbürgermeister) nominati dalle forze di occupazione alleate (1945-1946) | Sindaci (Oberbürgermeister) nominati dalle forze di occupazione alleate (1945-1946) | Sindaci (Oberbürgermeister) nominati dalle forze di occupazione alleate (1945-1946) | Sindaci (Oberbürgermeister) nominati dalle forze di occupazione alleate (1945-1946) | Sindaci (Oberbürgermeister) nominati dalle forze di occupazione alleate (1945-1946) |
| Nominativo                                                                          | Partito                                                                             | Partito                                                                             | Mandato                                                                             | Mandato                                                                             | Elezione                                                                            |                                                                                     |
| Nominativo                                                                          | Partito                                                                             | Partito                                                                             | Inizio                                                                              | Fine                                                                                | Elezione                                                                            |                                                                                     |
| ----------------------------------------------------------------------------------- | ----------------------------------------------------------------------------------- | ----------------------------------------------------------------------------------- | ----------------------------------------------------------------------------------- | ----------------------------------------------------------------------------------- | ----------------------------------------------------------------------------------- | ----------------------------------------------------------------------------------- |
| Max Emcke                                                                           |                                                                                     | Unione Cristiano-Democratica di Germania                                            | 1945                                                                                | febbraio 1946                                                                       | –                                                                                   |                                                                                     |
| Otto Tschadek (Commissario)                                                         |                                                                                     | Partito Socialdemocratico di Germania                                               | febbraio 1946                                                                       | 11 marzo 1946                                                                       | –                                                                                   |                                                                                     |
| Willi Koch                                                                          |                                                                                     | Unione Cristiano-Democratica di Germania                                            | 11 marzo 1946                                                                       | 18 ottobre 1946                                                                     | –                                                                                   |                                                                                     |
| Sindaci (Oberbürgermeister) eletti dal Consiglio cittadino (1946-1997)              |                                                                                     |                                                                                     |                                                                                     |                                                                                     |                                                                                     |                                                                                     |
| Nominativo                                                                          | Partito                                                                             | Partito                                                                             | Mandato                                                                             | Mandato                                                                             | Elezione                                                                            |                                                                                     |
| Nominativo                                                                          | Partito                                                                             | Partito                                                                             | Inizio                                                                              | Fine                                                                                | Elezione                                                                            |                                                                                     |
| Andreas Gayk                                                                        |                                                                                     | Partito Socialdemocratico di Germania                                               | 18 ottobre 1946                                                                     | 1º ottobre 1954                                                                     | Elezione 1946                                                                       |                                                                                     |
| Andreas Gayk                                                                        | Elezione 1950                                                                       | Partito Socialdemocratico di Germania                                               | 18 ottobre 1946                                                                     | 1º ottobre 1954                                                                     |                                                                                     |                                                                                     |
| Hans Müthling                                                                       |                                                                                     | Partito Socialdemocratico di Germania                                               | 1954                                                                                | 1965                                                                                | ?                                                                                   |                                                                                     |
| Günther Bantzer                                                                     |                                                                                     | Partito Socialdemocratico di Germania                                               | 1965                                                                                | 1980                                                                                | ?                                                                                   |                                                                                     |
| Karl Heinz Luckhardt                                                                |                                                                                     | Partito Socialdemocratico di Germania                                               | 1º novembre 1980                                                                    | 1992                                                                                | Elezione 1980                                                                       |                                                                                     |
| Karl Heinz Luckhardt                                                                | Elezione 1986                                                                       | Partito Socialdemocratico di Germania                                               | 1º novembre 1980                                                                    | 1992                                                                                |                                                                                     |                                                                                     |
| Otto Kelling                                                                        |                                                                                     | Partito Socialdemocratico di Germania                                               | 1992                                                                                | 1996                                                                                | Elezione 1992                                                                       |                                                                                     |
| Karl-Heinz Zimmer (Facente funzioni)                                                |                                                                                     | Unione Cristiano-Democratica di Germania                                            | 1996                                                                                | 1997                                                                                | Elezione 1992                                                                       |                                                                                     |
| Sindaci (Oberbürgermeister) eletti direttamente dai cittadini (dal 1997)            |                                                                                     |                                                                                     |                                                                                     |                                                                                     |                                                                                     |                                                                                     |
| Nominativo                                                                          | Partito                                                                             | Partito                                                                             | Mandato                                                                             | Mandato                                                                             | Elezione                                                                            |                                                                                     |
| Nominativo                                                                          | Partito                                                                             | Partito                                                                             | Inizio                                                                              | Fine                                                                                | Elezione                                                                            |                                                                                     |
| Norbert Gansel                                                                      |                                                                                     | Partito Socialdemocratico di Germania                                               | 1997                                                                                | 2003                                                                                | Elezione 1997                                                                       |                                                                                     |
| Angelika Volquartz                                                                  |                                                                                     | Unione Cristiano-Democratica di Germania                                            | 2003                                                                                | 2009                                                                                | Elezione 2009                                                                       |                                                                                     |
| Torsten Albig                                                                       |                                                                                     | Partito Socialdemocratico di Germania                                               | 2009                                                                                | 2012                                                                                | Elezione 2009                                                                       |                                                                                     |
| Peter Todeskino (Facente funzioni)                                                  |                                                                                     | Alleanza 90/I Verdi                                                                 | 2012                                                                                | 2012                                                                                | Elezione 2009                                                                       |                                                                                     |
| Susanne Gaschke                                                                     |                                                                                     | Partito Socialdemocratico di Germania                                               | 2012                                                                                | 2013                                                                                | Elezione 2013                                                                       |                                                                                     |
| Peter Todeskino (Facente funzioni)                                                  |                                                                                     | Alleanza 90/I Verdi                                                                 | 2013                                                                                | 24 aprile 2014                                                                      | Elezione 2013                                                                       |                                                                                     |
| Ulf Kämpfer                                                                         |                                                                                     | Partito Socialdemocratico di Germania                                               | 24 aprile 2014                                                                      | in carica                                                                           | Elezione 2014                                                                       |                                                                                     |
| Ulf Kämpfer                                                                         | Elezione 2019                                                                       | Partito Socialdemocratico di Germania                                               | 24 aprile 2014                                                                      | in carica                                                                           |                                                                                     |                                                                                     |